# Toast (film)
Toast je britský televizní film z roku 2010, který režírovala S. J. Clarksonová. Film byl natočen podle autobiografického románu britského kuchaře Nigela Slatera z roku 2004. Slater sám si ve filmu zahrál epizodní roli šéfkuchaře hotelu Savoy.

## Děj
Nigel se již jako malé dítě zajímá o vaření. Jeho chronicky astmatická matka se ale o přípravu jídla nezajímá a kupuje pouze polotovary. Zatímco se zhoršuje její nemoc, zhoršuje se i vztah otce a syna. Když Nigelova matka podlehne své nemoci, naváže otec vztah se svou hospodyní paní Potterovou. Ta je ve městě proslavená svým skvělým vařením. Začnou žít spolu a přestěhují se na venkov. Nigelovi se ale nová otcova přítelkyně a později manželka nelíbí. Nigel se ve škole přihlásí jako jediný žák na hodiny domácí výchovy a zdokonaluje se v kuchařském umění. Chce tím upoutat pozornost svého otce, což se nezamlouvá paní Potterové. Propukne mezi nimi kuchařský souboj o náklonnost Nigelova otce. Nigel získá brigádu v místní hospodě jako pomocník v kuchyni, kde se zamiluje do mladíka Stuarta. Láska náhle skončí, když Stuart odejde z vesnice. Když pan Slater z přemíry dobrého jídla zemře na srdeční infarkt, neváhá už Nigel ani na okamžik, opouští macechu a odchází do Londýna. V Londýně je přijat do kuchyně hotelu Savoy.

## Obsazení
| Helena Bonham Carterová | Joan Potter         |
| Freddie Highmore        | Nigel Slater        |
| Ken Stott               | otec                |
| Oscar Kennedy           | Nigel Slater (dítě) |
| Matthew McNulty         | Josh                |
| Frasier Huckle          | Warrel              |
| Victoria Hamilton       | matka               |
| Nigel Slater            | šéfkuchař           |
| Ben Aldridge            | Stuart              |